# 麻薩諸塞州第三國會選區
麻薩諸塞州第三國會選區是美国麻薩諸塞州的國會選區之一，現任眾議員為民主黨的洛瑞·特拉漢。